# Oncometopia expansa
Oncometopia expansa är en insektsart som beskrevs av Melichar 1925. Oncometopia expansa ingår i släktet Oncometopia och familjen dvärgstritar. Inga underarter finns listade i Catalogue of Life.